# انهدام
انهدام (به انگلیسی: Hitman's Run) یک فیلم سینمایی آمریکایی در ژانر اکشن محصول سال ۱۹۹۹ میلادی به کارگردانی مارک ال. لستر است.

## داستان
یک قاتل حرفه‌ای بازنشسته پس از آنکه به‌طور ناخواسته ماجرایی را می‌بیند درگیر اتفاقاتی می‌شود که به ناچار او را دوباره به دنیای خلافکاری بازمی‌گرداند…

## بازیگران
- اریک رابرتس . . تونی لازورکا / جان دوگان
- استبان پاول . . . برایان پنی
- سی توماس هوول . . . تام هولی
- فارا فورک . . سارا
- مایکل دی رابرتس . . مدیر FBI دین هریس
- برنت هاف . . راندال گرت